# 67-й охоронний загін
67-й охоронний загін (67nd Guard Force, 67nd Guard Unit) — підрозділ берегових військ Імперського флоту Японії.
У серпні 1942-го японці окупували Науру, надіславши сюди дві роти зі складу 43-го охоронного загону (базувався на сході Каролінських островів на атолі Трук, де ще до війни створили головну базу японського ВМФ у регіоні). Невдовзі їх доповнили ротою 5-ї особливої військово-морської бази, переведеною з островів Гілберта (сама 5-та база ВМФ мала штаб-квартиру на Сайпані, проте після рейду американців на Макін зазначену роту відправили туди для підсилення гарнізону). Всього станом на жовтень 1942-го на Науру перебували 260 японських солдат та офіцерів. Так само в серпні — вересні 1943-го японці сформували гарнізон розташованого дещо на схід острова Оушен. Сюди прибули рота з 41-го охоронного загону, який мав штаб-квартиру на тому ж Труці, та дві роти 62-го охоронного загону, котрий перебував на Маршаллових островах на атолі Джалуїт (при цьому, як і у випадку з бійцями 5-ї бази, одна з рот 62-го загону прибула транзитом через острови Гілберта).
У лютому 1943-го згадані вище підрозділи звели в новий 67-й охоронний загін. Його штаб був на Науру, а сили на Оушені вважались відрядженою туди бойовою групою. Своєю чергою 67-й загін підпорядкували 3-й особливій військово-морській базі, котра мала штаб-квартиру на атолі Тарава та відповідала за оборону островів Гілберта, Науру та Оушен.
Командир 67-го загону одночасно мав повноваження командира гарнізону Науру, якому підпорядковувались розташовані тут відряджена бойова група 3-ї бази та військові будівельники (останні з'явились тут у листопаді 1942-го та зайнялись спорудженням аеродрому та укріплень). Можливо відзначити, що станом на березень 1943-го на Науру у складі бойових частин перебували 712 військовослужбовців — 405 бійців 67-го охоронного загону та 307 зі складу бойової групи 3-ї бази.
В подальшому гарнізон Науру суттєво підсилили, зокрема, за рахунок перебазування сюди 2-го батальйону морської піхоти ВМБ Йокосука, при цьому 67-й охоронний загін залишався найбільшою бойовою частиною. Так, станом на початок 1944-го на острові нараховувалось 4256 військовослужбовців та будівельників, в тому числі 1367 осіб у 67-му загоні та 769 у 2-му батальйоні. Тоді ж підрозділ 67-го загону на острові Оушена нараховував 760 осіб. Також загону підпорядковувався допоміжний мисливець за підводними чонами CHa-33, який 31 січня 1944-го був потоплений американською авіацією.
У січні 1944-го американські війська під час операції «Флінтлок» захопили ряд опорних пунктів на Маршаллових островах, що призвело до блокади Науру та Оушена, яка тривала аж до капітуляції Японії. Певна частина розташованого на островах японського персоналу не дожила до завершення війни, проте в цілому їхні втрати були нижчими, аніж у багатьох подібних випадках. Так, на Науру вижило 3735 військовослужбовців та будівельників, а з Оушена вивезли 513 осіб (втім, вже після проведеної восени 1945-го репатріації учасників окупаційних сил з Науру та Оушена серед них спостерігалась підвищена смертність — транзитний табір для репатрійованих був на уражених малярією Соломонових островах, тоді як острови Науру та Оушена були вільними від цієї хвороби).
Можливо також відзначити, що в березні 1943-го заступник командира 67-го загону стратив захоплених на Науру австралійських військовополонених та цивільних. У іншому епізоді він організував убивство пацієнтів розташованого на острові лепрозорію. Після війни за ці військові злочини він був засуджений та скараний на смерть (формальний перший командир 67-го загону протягом кількох місяців перебування на острові важко хворів та не знав про зазначені злочини).